# Réflexions sur le roman au XVIIIe siècle
Cette page est un essai personnel. Elle reflète principalement les opinions de son auteur.
N’hésitez pas à modifier cette page, ou à la commenter en page de discussion.
On trouve depuis la fin du XVIIe ainsi qu’au XVIIIe siècle une réflexion importante sur le genre romanesque. Après une phase marquée par les critiques du roman, viennent les défenses du genre, puis les analyses de son histoire et de son rapport au roman anglais ainsi que les réflexions sur la manière de raconter dans un roman ou un autre texte narratif. 
Voir la page sur le roman au XVIIIe siècle pour un aperçu des formes dominantes, des principaux thèmes et des auteurs les plus importants du roman au XVIIIe siècle.

## Critiques du roman
Depuis l’étude désormais classique de Georges May, on sait que le roman, promis à devenir le genre littéraire dominant au XIXe siècle, est en quête de légitimation au XVIIIe siècle. On l’accuse à cette époque d’être un genre dépourvu d’ancienneté et de règles, parce que l’antiquité ne l’aurait pas connu et que les poétiques d’Aristote ou d’Horace n’en parlent pas ; on l’accuse d’être non seulement inutile mais encore dangereux, puisqu’il risquerait de corrompre aussi bien la moralité que le bon goût par la représentation des « passions » qu’il contient et la facture médiocre qu’on lui attribue.
Ces critiques du roman sont dans un premier temps formulées par des auteurs tels que Nicolas Boileau ou l’abbé d’Aubignac pendant la seconde moitié du XVIIe siècle. Dans le Dialogue des héros de roman (1668/1713), Boileau se livre par exemple à une critique générale du genre romanesque. Pendant la première moitié du XVIIIe siècle, il y a une seconde vague de proscription du roman, par des auteurs comme les pères Bougeant ou Porée. Le Voyage merveilleux du prince Fan-Férédin dans la romancie (1735) de Bougeant est un récit de voyage allégorique et satirique qui critique de nombreuses faiblesses de la production romanesque. Le Discours sur les romans du père Porée, qui date de 1736, est une autre critique acerbe du roman.

## Défenses du roman
Un nombre croissant de textes défendent le genre romanesque, comme le célèbre Traité de l'origine des romans (1670) de Pierre-Daniel Huet qui comporte, outre la fameuse définition du genre comme « fictions d’aventures amoureuses, écrites en prose avec art, pour le plaisir et l’instruction des lecteurs », une réflexion sur le roman qui s’attarde autant sur les qualités et potentialités que sur les imperfections et défauts difficiles à éviter de ce genre. D’une manière plus offensive, des textes du XVIIIe siècle, comme De l’usage des romans (1734) de Nicolas Lenglet Du Fresnoy ou le discours sur « Les romans » (1761) d’Augustin Simon Irailh tentent de répondre de manière systématique aux principaux chefs d’accusation contre le roman. 
L’ouvrage de Lenglet est essentiellement une défense ironique du genre romanesque contre les reproches qui lui sont adressés ainsi qu’une énumération détaillée des règles à respecter pour écrire des romans qui ne soient plus sujet à ces critiques. Il commence par définir le roman comme « un Poëme héroïque en Prose », assimilant le genre récent et dépourvu de règles à un genre ancien, établi et estimé. De cette assimilation, il déduit plusieurs recommandations, parmi lesquelles notamment celle qui demande qu’on se limite toujours à « une seule & unique action », dans un roman. Lenglet rejette l’invraisemblance et l’immoralité supposées du roman comme cause de sa mauvaise réputation, l’épopée antique n’étant pas plus vraisemblable ni plus morale que les romans modernes. Il s’attache ensuite à démontrer les désavantages et les imperfections des livres d’histoire et les avantages correspondants du genre romanesque. Par exemple, quoique l’histoire soit vraie, le roman n’en est pas moins instructif que l’histoire. Lenglet doit concéder, cependant, que le roman est partout menacé de défauts qu’il convient d’éviter : il ne faut ni offenser la religion, ni critiquer le roi, ni attaquer les gens en place, ni offenser les mœurs, ni enfreindre les bienséances. Mais il propose également des qualités qu’il importe de donner aux romans. 
Quoiqu’avec moins de désinvolture et dans une perspective plus descriptive que
normative, l’abbé Irailh soulève dans son traité essentiellement les mêmes questions
que Lenglet. Après avoir plaidé pour l’ancienneté des romans qui existeraient, selon lui, depuis l’Antiquité, il s’attache à la question de la valeur du genre romanesque et rapporte les opinions négatives que différents auteurs ont énoncées à l’égard de ce genre. Non seulement, note-t-il cependant, la pratique romanesque a-t-elle évolué, mais il existe désormais de vrais défenseurs du genre, par exemple en la personne de Lenglet du Fresnoy. Irailh constate qu’on s’aperçoit de plus en plus que le roman peut être utile à condition de mettre en action une morale édifiante. L’abbé Irailh loue surtout les romans anglais de Fielding ou de Samuel Richardson, dont les qualités sont à chercher dans le sentiment exprimé, dans la morale soutenue et dans la forme épistolaire choisie, quoiqu’on puisse en effet trouver également des défauts chez les romanciers anglais : il cite des opinions louant les « détails heureux » ou au contraire blâmant « la bassesse des détails ».

## L’histoire du roman et le roman anglais
Quoique les écrivains aient une vision quelque peu limitée de l’histoire du roman au XVIIIe siècle, cette époque est l’un des principaux foyers de réflexions sur ce que le roman est ou doit être. La même chose est vraie pour le roman anglais qui connaît une vogue, en France, pendant la seconde moitié du XVIIe siècle. Les romans du siècle précédent ou de la nation voisine sont tantôt vus comme un modèle qu’il importe d’imiter, tantôt ils sont au contraire vus comme un contre-modèle dont il convient de se démarquer. Sommairement, les auteurs distinguent, dans le roman du XVIIe siècle, trois étapes : le roman pastoral du premier tiers du siècle, le roman historique du second tiers du siècle, enfin le roman ou la nouvelle historique du dernier tiers du siècle. Deux discours sur le roman parus dans la seconde moitié du XVIIIe siècle procèdent à un passage en revue de l’histoire du roman et participent, en même temps, à une « deffense et illustration » du genre romanesque : le Discours sur l’origine, les progrès & le genre des Romans de Bricaire de la Dixmerie, paru en 1773, et les Idées sur le roman du marquis de Sade, parues en 1799. Le passage en revue des romans de l’histoire plus ou moins récente du genre fournit aux deux auteurs des arguments et des repères pour la défense de leur propre idée du roman. 
Bricaire de la Dixmerie retrace, comme le titre de son ouvrage l’indique, les origines et l’évolution du roman. Après avoir parlé des Grecs et des Romains, il vient aux « romans proprement dits » pour parler de l’influence arabe en Espagne, des troubadours provençaux et des romans de chevalerie en France. Quoiqu’il fasse l’éloge du roman anglais, qui joint selon lui l’utile à l’agréable, il défend l’origine française du roman moderne, qui aurait été le premier à remplir la finalité essentiellement morale du genre, ce qui l’amène notamment à commenter et à louer quelques romans français : il commence par L'Astrée et La Princesse de Clèves, puis commente Lesage, Prévost, Marivaux et Montesquieu pour parler enfin des romans plus récents de Crébillon fils et de Rousseau. Pour Bricaire, ce n’est qu’avec le roman et la nouvelle historiques de la fin du XVIIe siècle que le roman regagne ou même acquiert ses véritables lettres de noblesse. Il note : « Zaïde et La Princesse de Clèves ramenèrent le Roman à son vrai ton ; supposé même que ce ton eût déjà été pris dans aucun Roman. C’est la vraisemblance d’action unie à des sentiments vrais ; ce sont des caractères pris dans la Nature, et une marche tracée avec art, sans que l’art se fasse trop sentir ». Chez Bricaire de la Dixmerie, une vision de la description comme ornement, héritée du dernier tiers du XVIIe siècle, et la défense d’une économie narrative restrictive coexistent avec des critères d’appréciation du roman plus récents, comme son effet émotionnel et son intérêt. 
La perspective du marquis de Sade, dans son Idée sur les romans de 1799, est sensiblement différente de celle de Bricaire de la Dixmerie. Il prend en compte les romans anglais et s’attache à démontrer, à travers une discussion de Samuel Richardson et de Henry Fielding, que « ce n’est pas toujours en faisant triompher la vertu qu’on intéresse ». 
Denis Diderot, dans son Éloge de Richardson écrit en 1761, loue avec enthousiasme les romanciers anglais pour la valeur d’exemple moral que seraient leurs romans et pour la profondeur des sentiments qu’ils suscitent chez le lecteur. Mécontent des connotations qui sont encore attachés au terme de roman, il écrit : « Par un roman, on a entendu jusqu’à ce jour un tissu d’événements chimériques et frivoles, dont la lecture était dangereuse pour le goût et pour les mœurs. Je voudrais bien qu’on trouvât un autre nom pour les ouvrages de Richardson, qui élèvent l’esprit, qui touchent l’âme, qui respirent partout l’amour du bien, et qu’on appelle aussi des romans. » Diderot compare Richardson, et tout romancier qui le prend pour modèle, à un moraliste qui, au lieu de maximes abstraites, livre ses enseignements sous forme de récits.

## La manière de raconter dans les romans
Jean-François Marmontel donne, dans ses Éléments de littérature, autant de poids à des aspects du roman qui relèvent de la technique narrative qu’à ceux qui relèvent de la teneur morale des romans. De même, L’Essai sur le récit, ou entretiens sur la manière de raconter de François-Joseph Bérardier de Bataut est une réflexion aussi bien sur les finalités morales et instructives que sur l’art de la narration. Les entretiens dont est composé le texte de Bérardier portent sur le récit et la (bonne) manière de raconter dans des œuvres de fiction telles que la fable, le roman ou le conte aussi bien que dans les ouvrages de non-fiction comme l’histoire, l’éloquence ou le récit oral d’un fait quotidien. Cinq entretiens portent avant tout sur la place et la fonction des « circonstances » ou « ornements » du récit de manière générale. Les six entretiens suivants s’interrogent sur les « qualités » et les « ornements » dans différents genres d’écrits, comme la narration historique, oratoire, poétique, badine, ainsi que dans la fable ou l’apologue. Le dernier entretien est une discussion de l’histoire et des mérites du genre romanesque.